# Burton Jastram
Burton Albert "Burt" Jastram (ur. 5 czerwca 1910 w San Francisco, zm. 20 maja 1995 w Oakland) – amerykański wioślarz, złoty medalista olimpijski.
Wystąpił na igrzyskach olimpijskich w Los Angeles w 1932, gdzie Amerykanie w składzie: Edwin Salisbury, James Blair, Duncan Gregg, David Dunlap, Burton Jastram, Charles Chandler, Harold Tower, Winslow Hall i Norris Graham (sternik) zdobyli złoty medal w ósemkach. W finale o 0,2 sekundy wyprzedzili Włochów i o 2,8 sekundy Kanadyjczyków. Był to jego jedyny start olimpijski.
Ukończył Uniwersytet Kalifornijski w Berkeley, z wykształcenia i zawodu był architektem.